# Mkushi, Zambia
Mkushi, este un oraș în provincia Centrală, Zambia, situat la nord-est de Kapiri Mposhi, pe Marea Șosea de Nord și linia de cale ferată TAZARA. În apropierea orașului se găsesc Cascadele Changwena și Fort Elwes, construit în 1896 de către căutătorii de aur europeni. Mkushi este cunoscut în Zambia pentru fermele sale. Școala Chengelo își are sediul în localitate.